# Théodore van Loon
Pour les articles homonymes, voir Loon.
Théodore van Loon (Erkelenz, 1581 ou 1582 - Maastricht, 1649) est un peintre flamand de la période baroque.

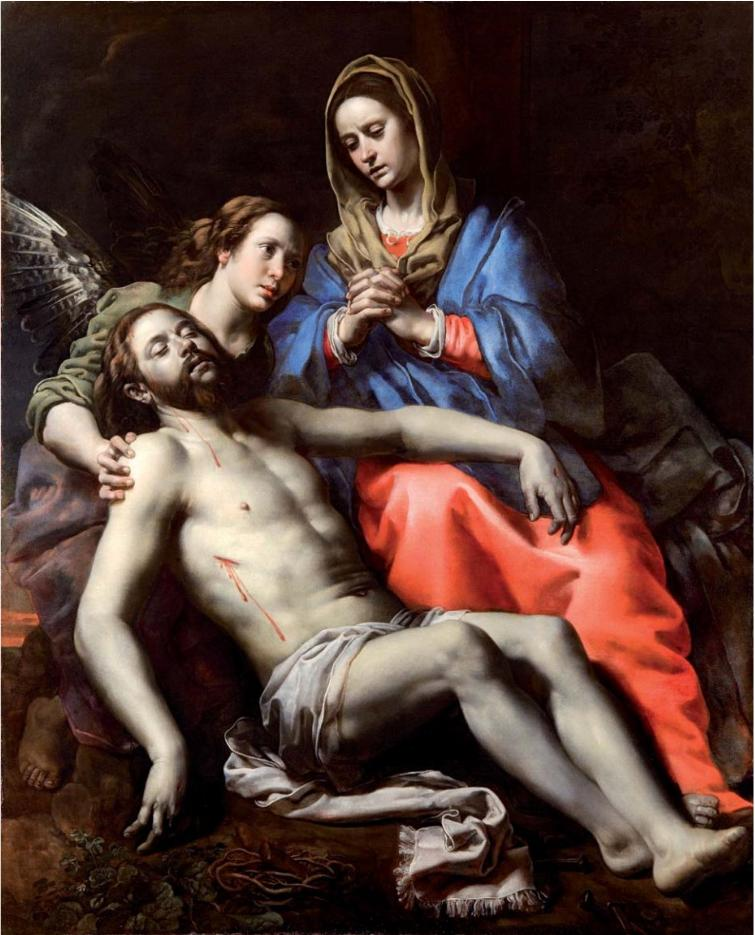
Théodore van Loon, Pietà

Il a séjourné plusieurs fois à Rome. Son style est influencé par Le Caravage.
Il a travaillé pour la cour des archiducs Albert et Isabelle : il a notamment livré une série de toiles destinées à décorer la basilique Notre-Dame de Montaigu.